# Le Canard canardé
Le Canard canardé (Suppressed Duck) est un cartoon, réalisé par Robert McKimson et sorti en 1965, qui met en scène Daffy Duck.